# Stäksön

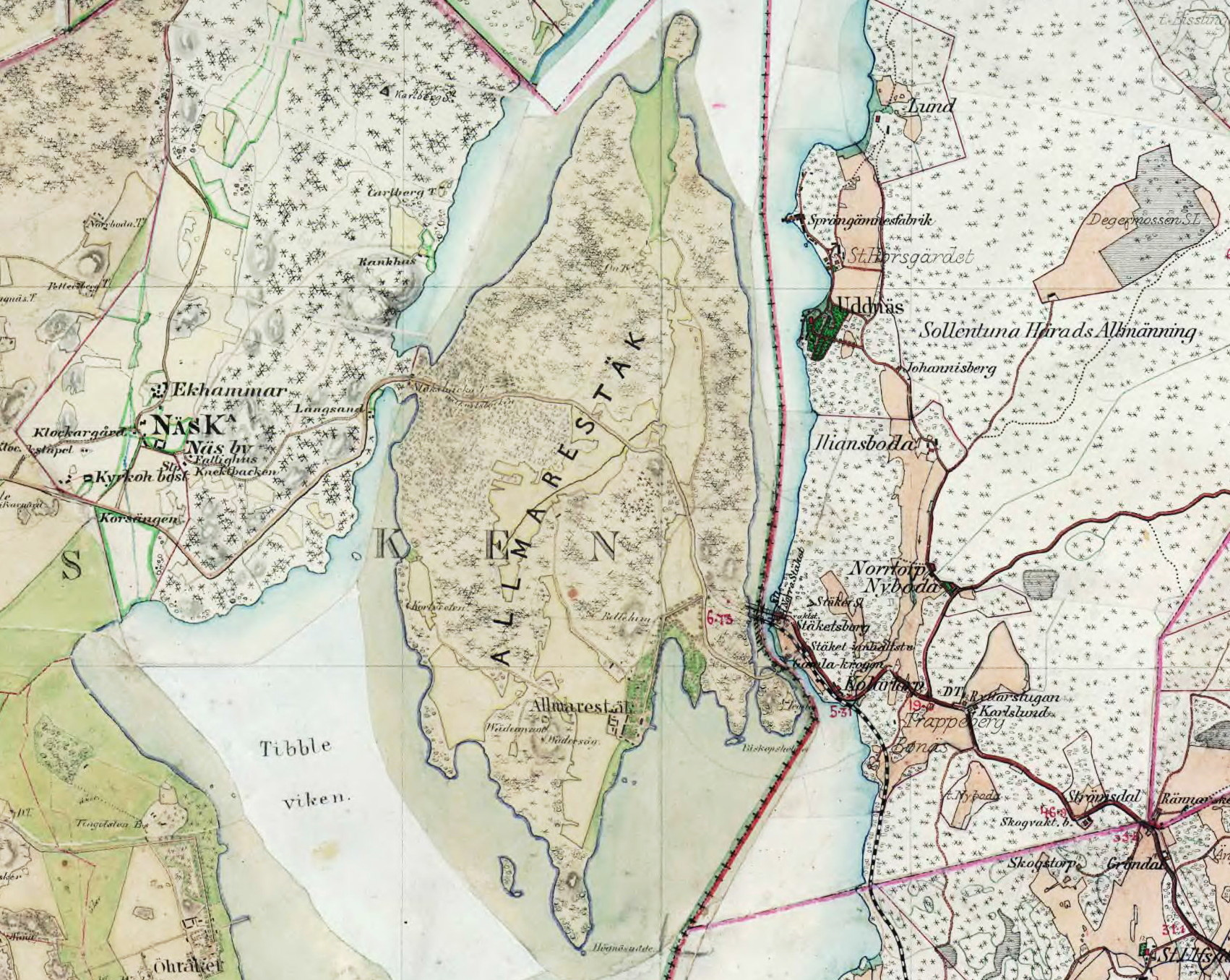
Stäksön (Almarestäk) på Häradsekonomiska kartan 1860-talet.

Stäksön är en halvö i Mälaren, som ligger mellan fjärdarna Görväln och Skarven och mellan orterna Kungsängen och Stäket. Stäksön tillhör Upplands-Bro kommun. Stäksön begränsas mot öst av Stäksundet och mot väst av Ryssgraven. Tvärs över öns södra del sträcker sig Upplands-Broleden.

## Historik
På forntiden var Stäksön fortfarande en ö som genom den postglaciala landhöjningen och senare utfyllnader fick en landförbindelse i väst. Näset kallas Ryssgraven eller Lilla Stäket. Enligt traditionen skall det här ha funnits en kanal, grävd av ryska krigsfångar. Det första arbetet med kanalen säges ha gjorts av ester på 1100-talet.

## Geografi

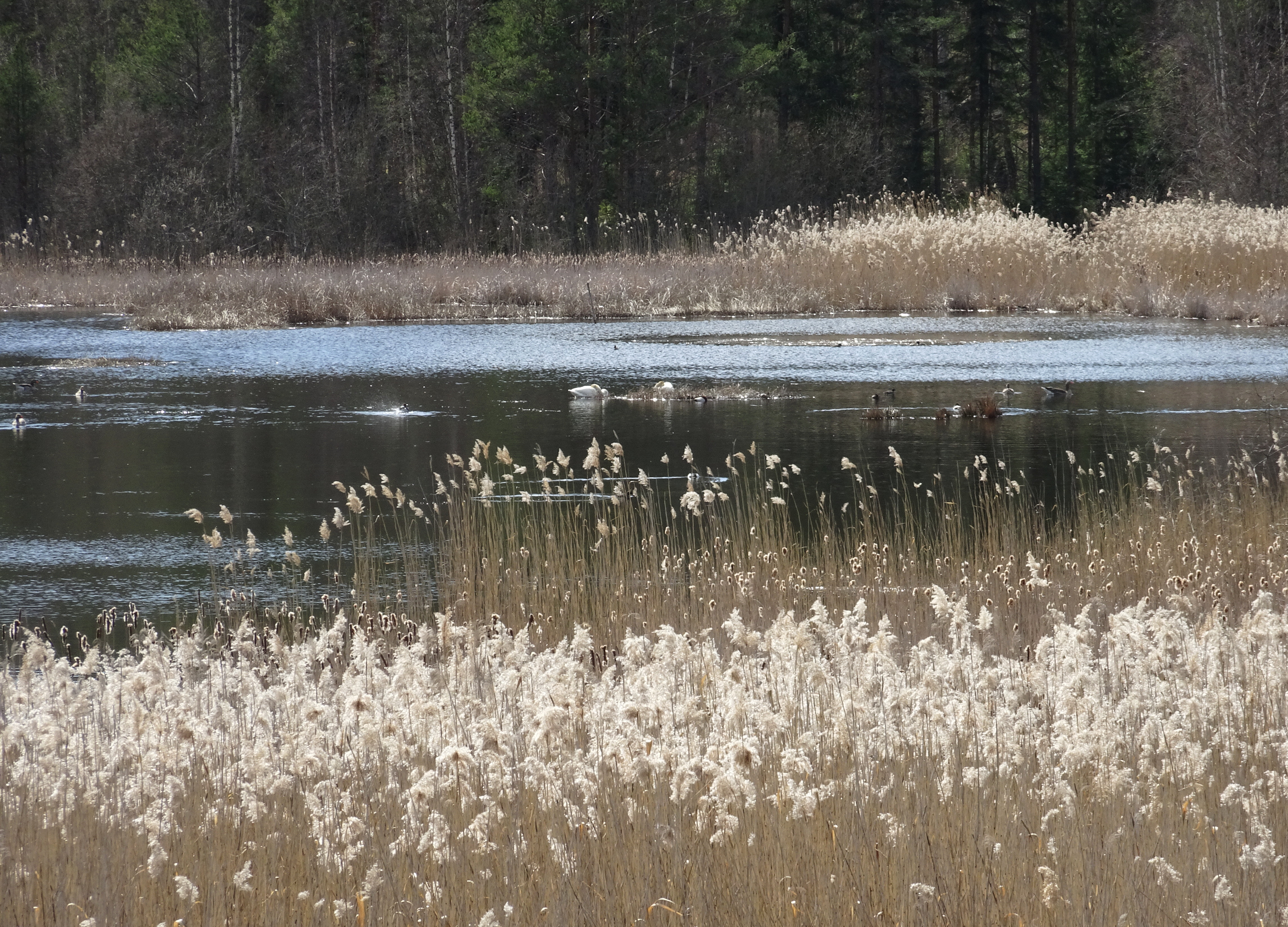
Fågelsjön Finnkärret.

Stäksön kan delas upp i en nordlig och en sydlig del. Gränsen utgörs av motorvägen E18. Stäksöns norra del är obebyggd, här finns ett grustag och Stockholm–Västerås–Bergslagens Järnvägars gamla banvall som numera är gång- och cykelväg. För övrigt har landskapet bevarat sin 1800-tals karaktär. Längst i norr ligger Strömsängsudd och längst i syd Högnäsudd. 
I den sydvästra delen återfinns Almare-Stäkets gård, ursprungligen uppförd 1582. I gårdens park står Runstenen U 604. Trakten kring Almare-Stäket var under medeltiden av stor strategisk betydelse, här vakade Almare-Stäkets borg över vattenvägarna mot Sigtuna och Uppsala. På sydöstra delen märks Stäketskogens naturreservat och fågelsjön Finnkärret.

## Trafik
Över Stäksön leder den historiska färdvägen, Enköpingsvägen med sina alternativa sträckningar vid Dalkarlsbacken, idag ett vägmuseum. Det har anlagts två järnvägssträckor över Stäksön, en för Stockholm–Västerås–Bergslagens Järnvägar, som fram till 2001 gick i en vid båge över norra Stäksön. Numera heter järnvägen Mälarbanan som med en genare sträckning och genom tre tunnlar går genom Stäksöns södra delar.

## Bilder

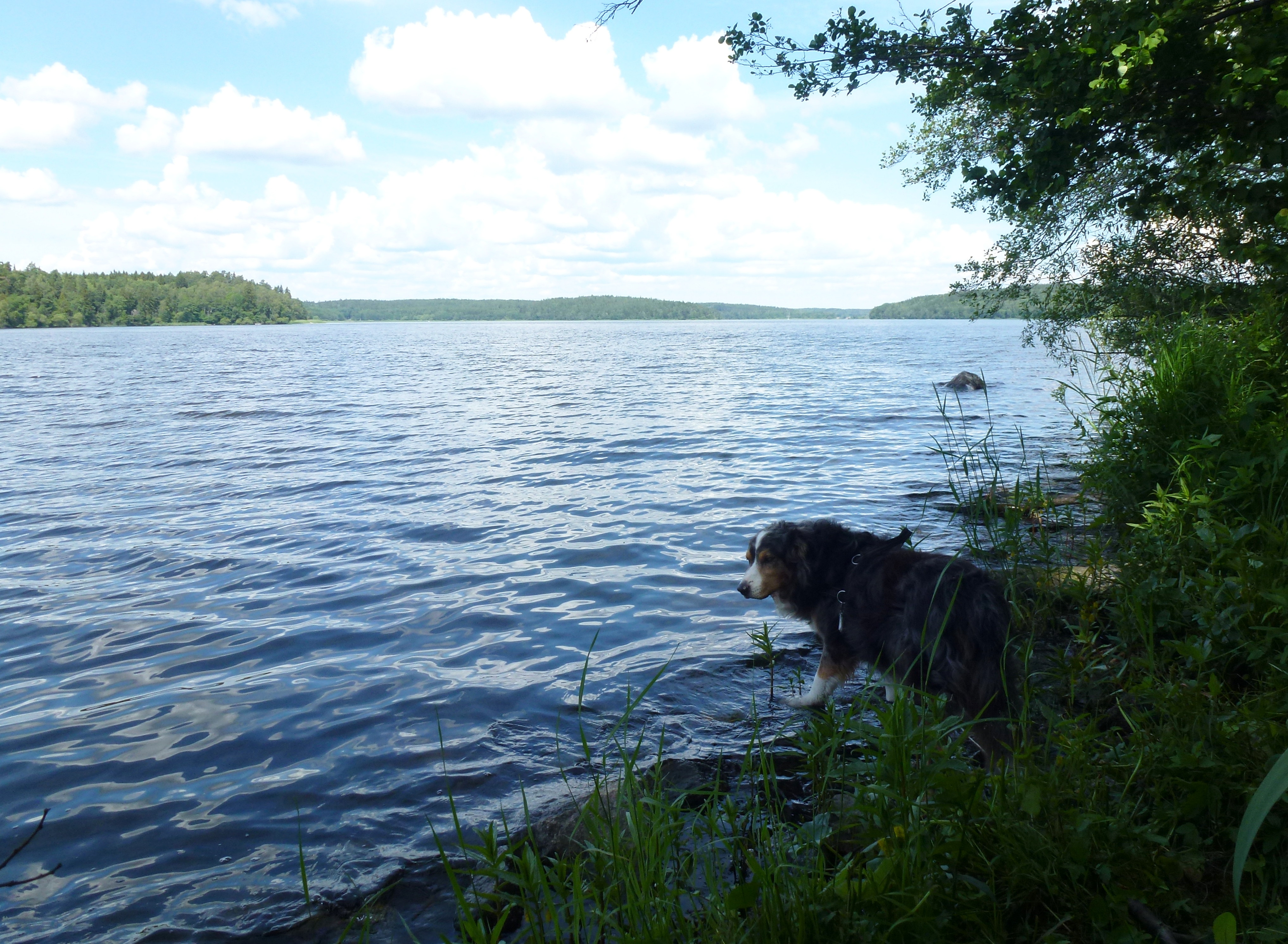
Skarven vy från Strömsängsudd
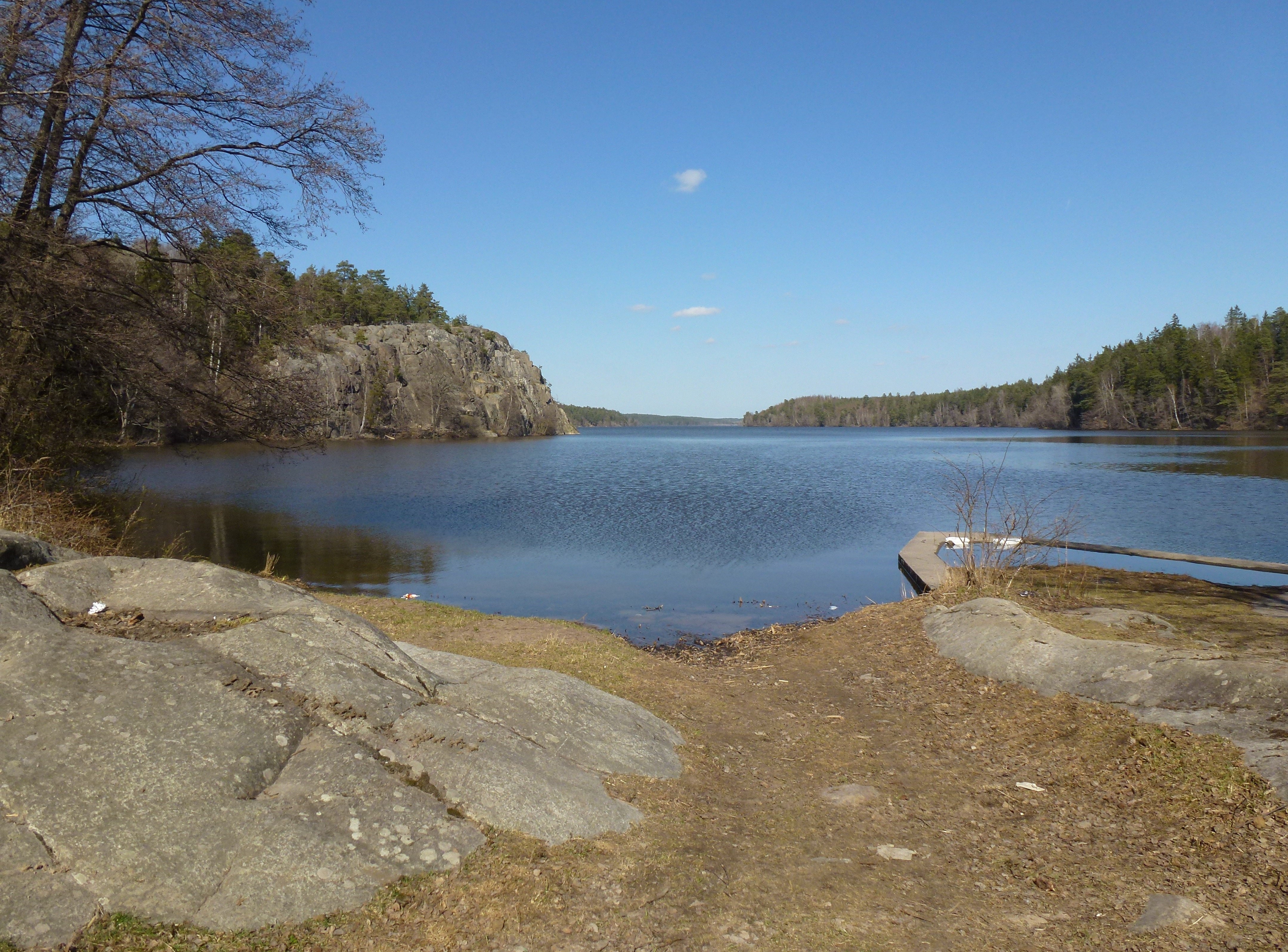
Ryssgraven vy mot norr
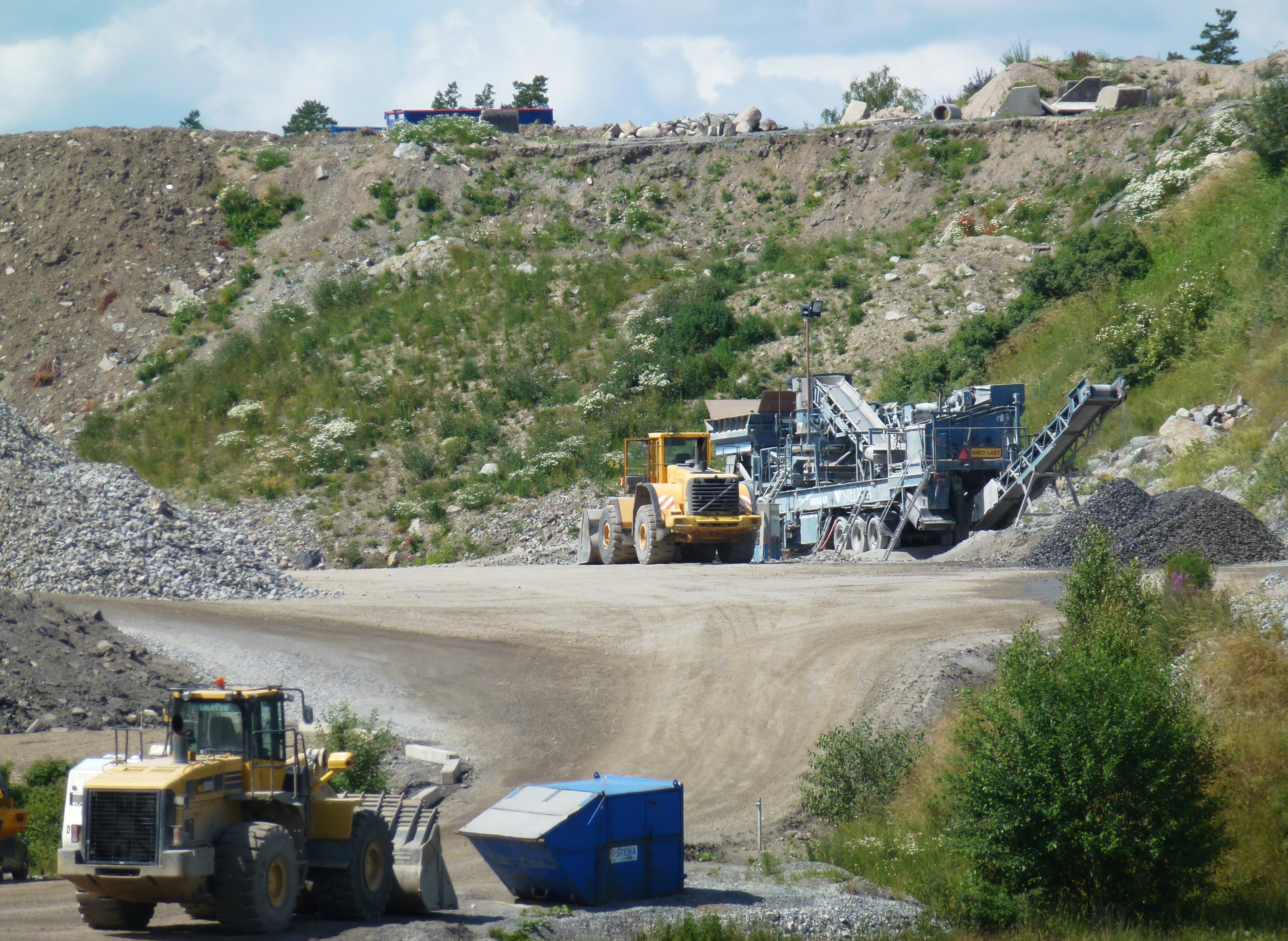
Grustaget på norra Stäksön
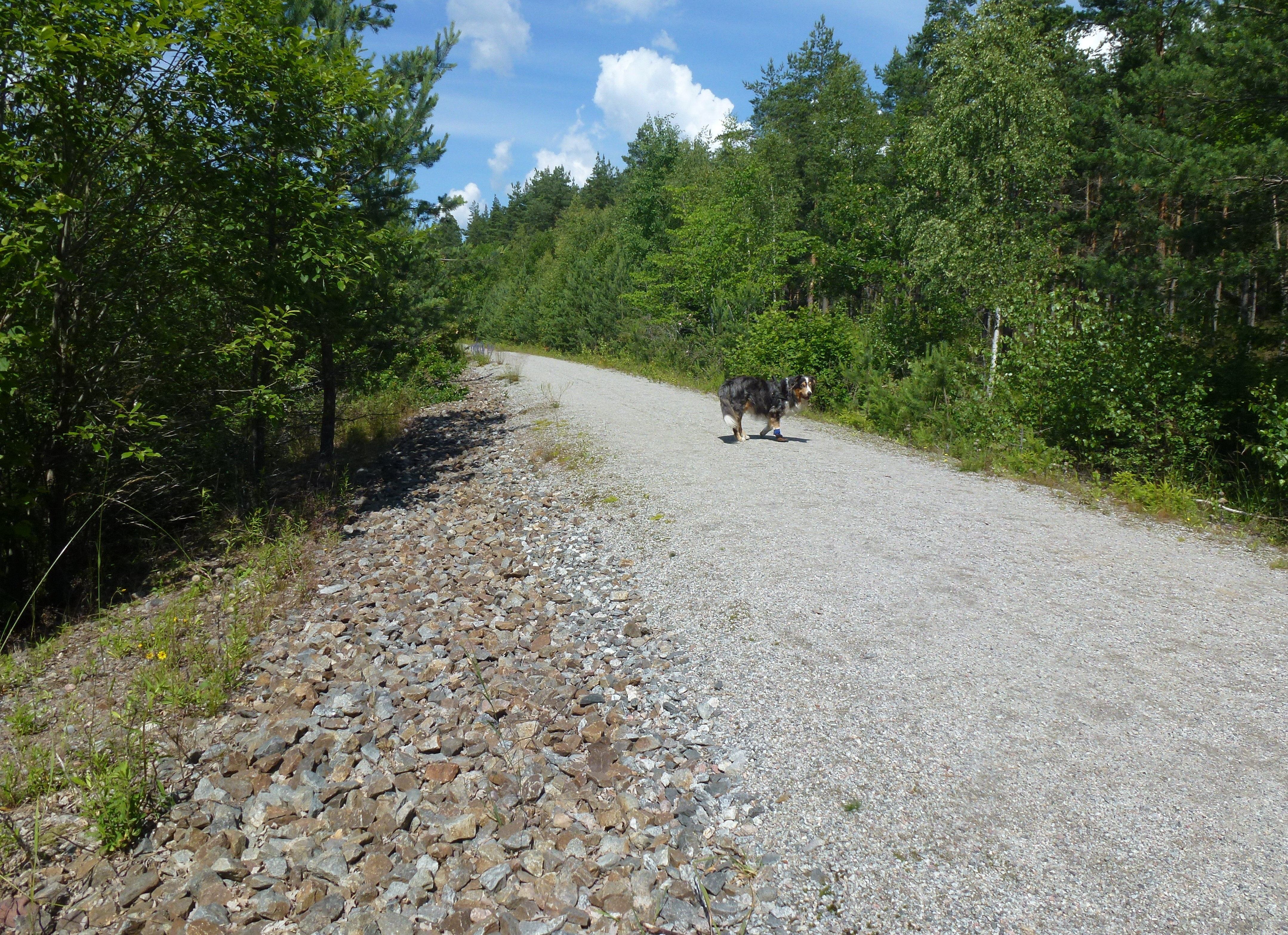
Gamla banvallen för SWB
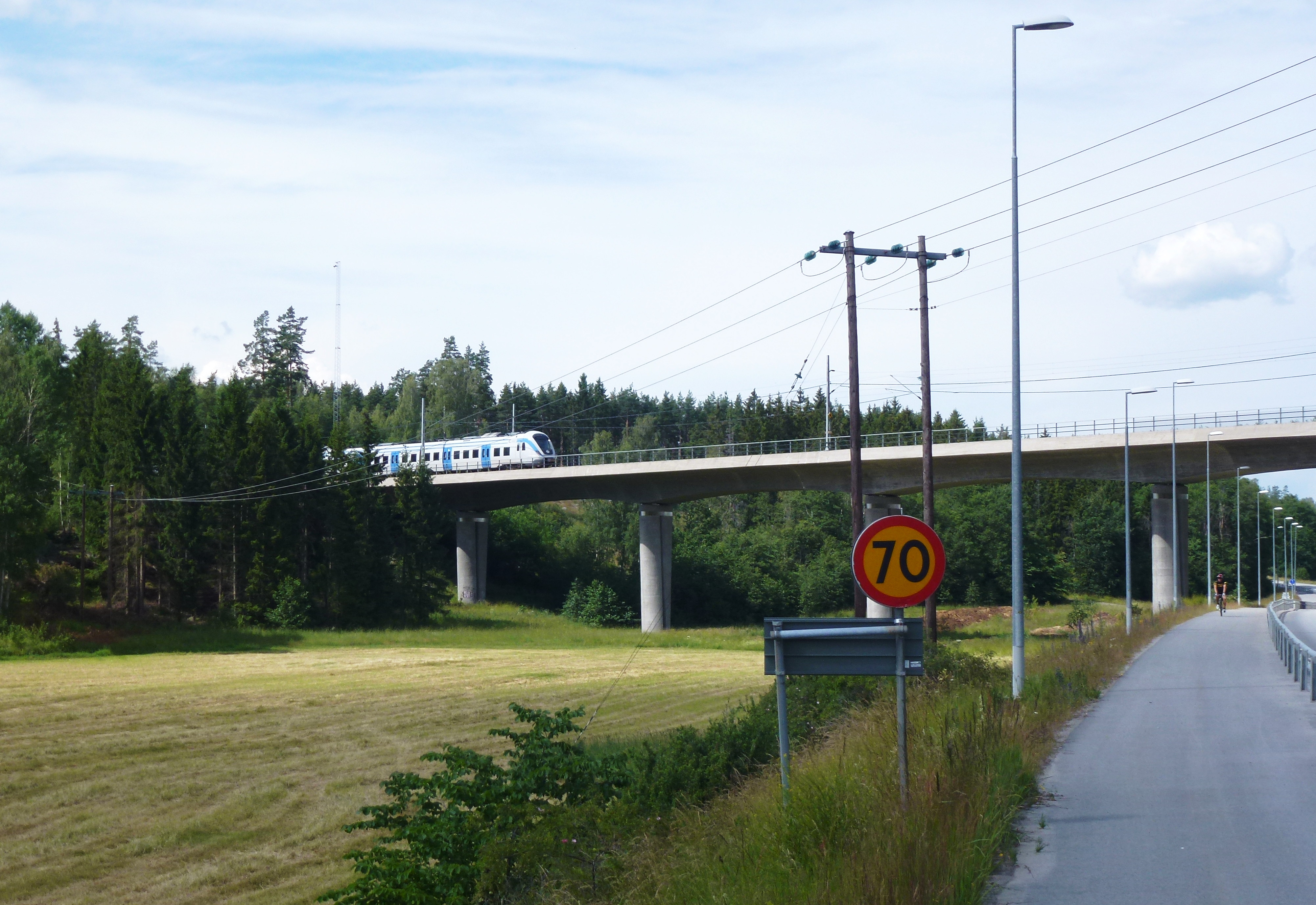
Mälarbanan på södra Stäksön
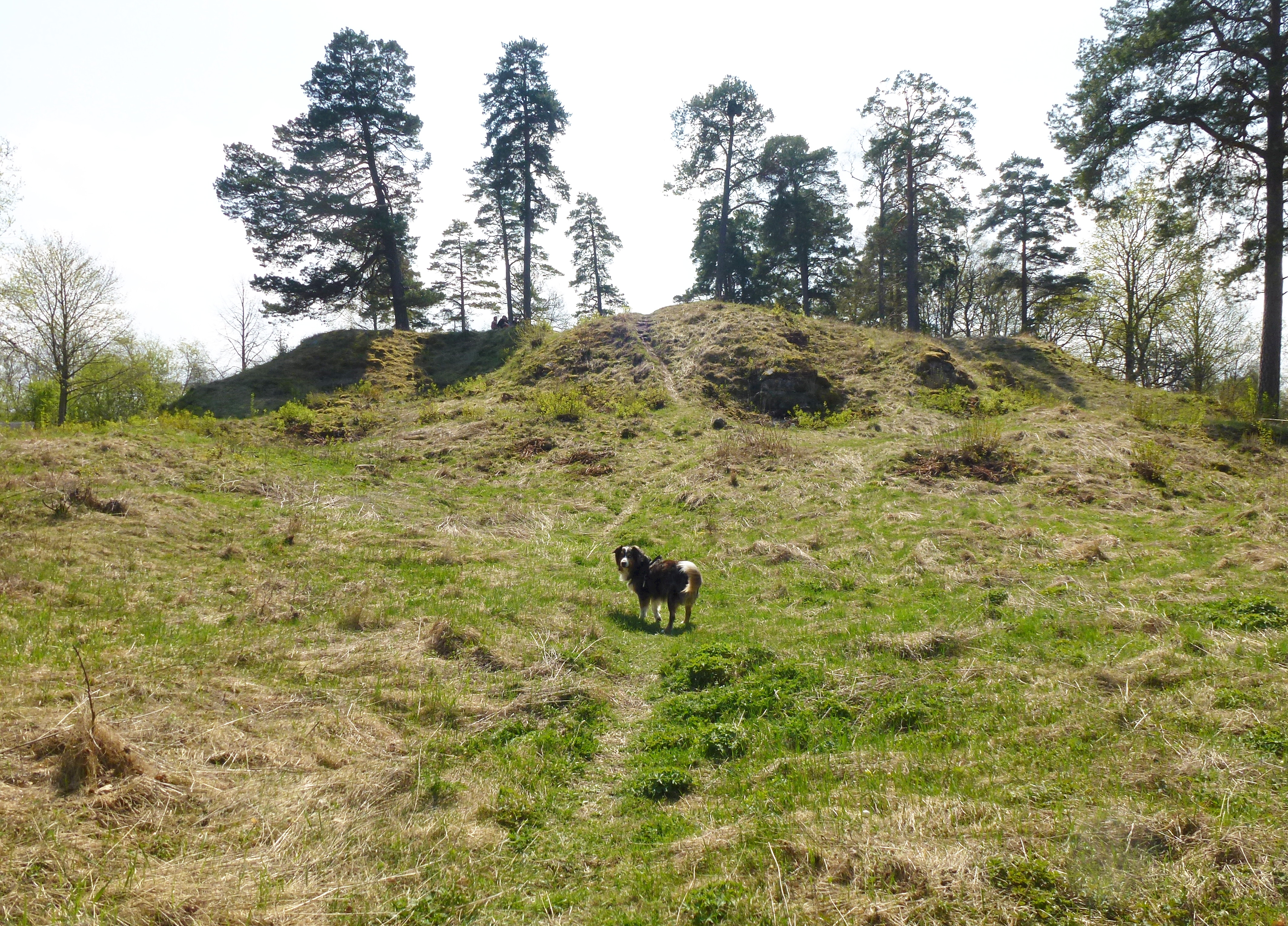
Almare-Stäkets borgs ruinhög
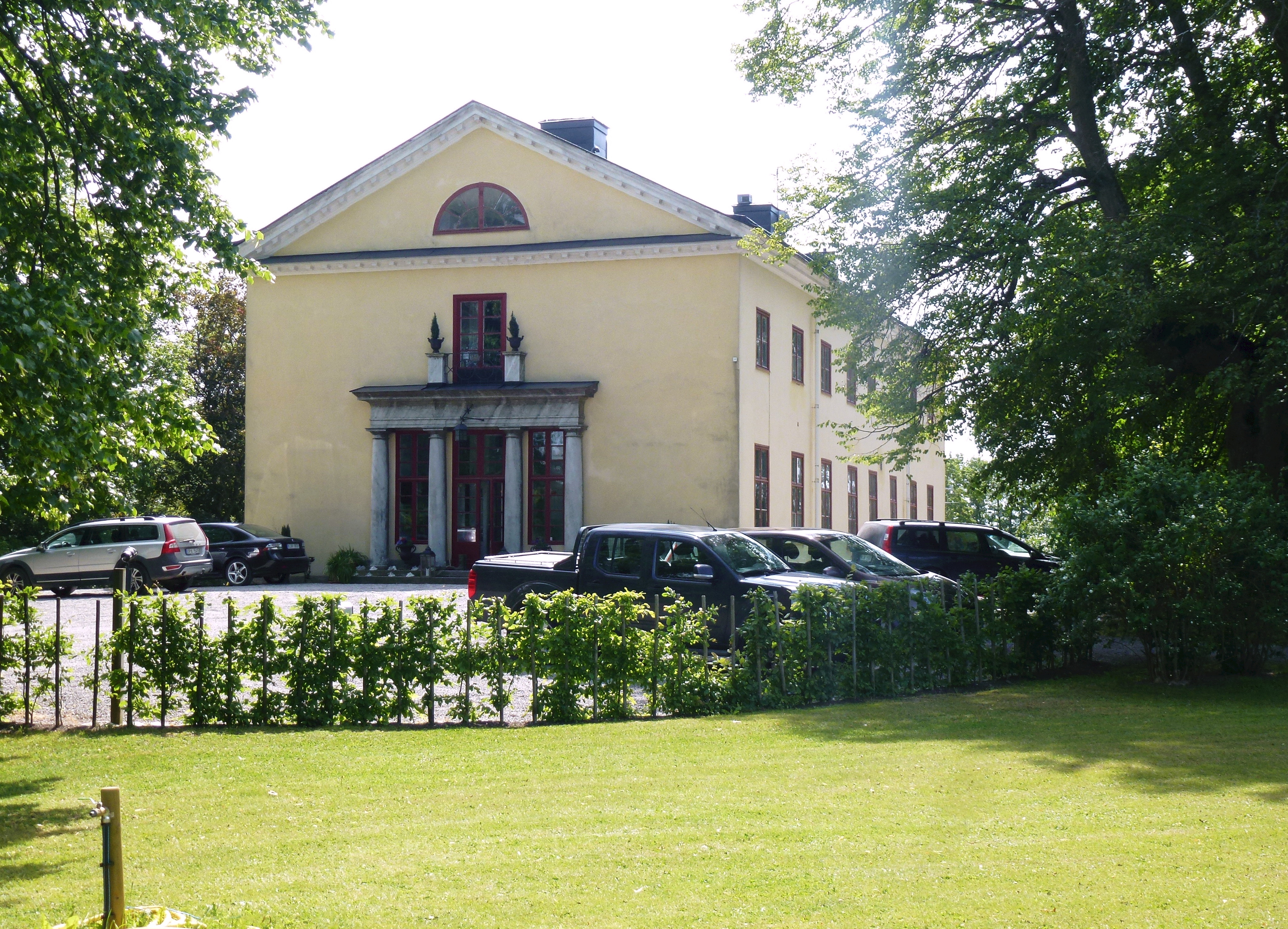
Almare-Stäkets gård
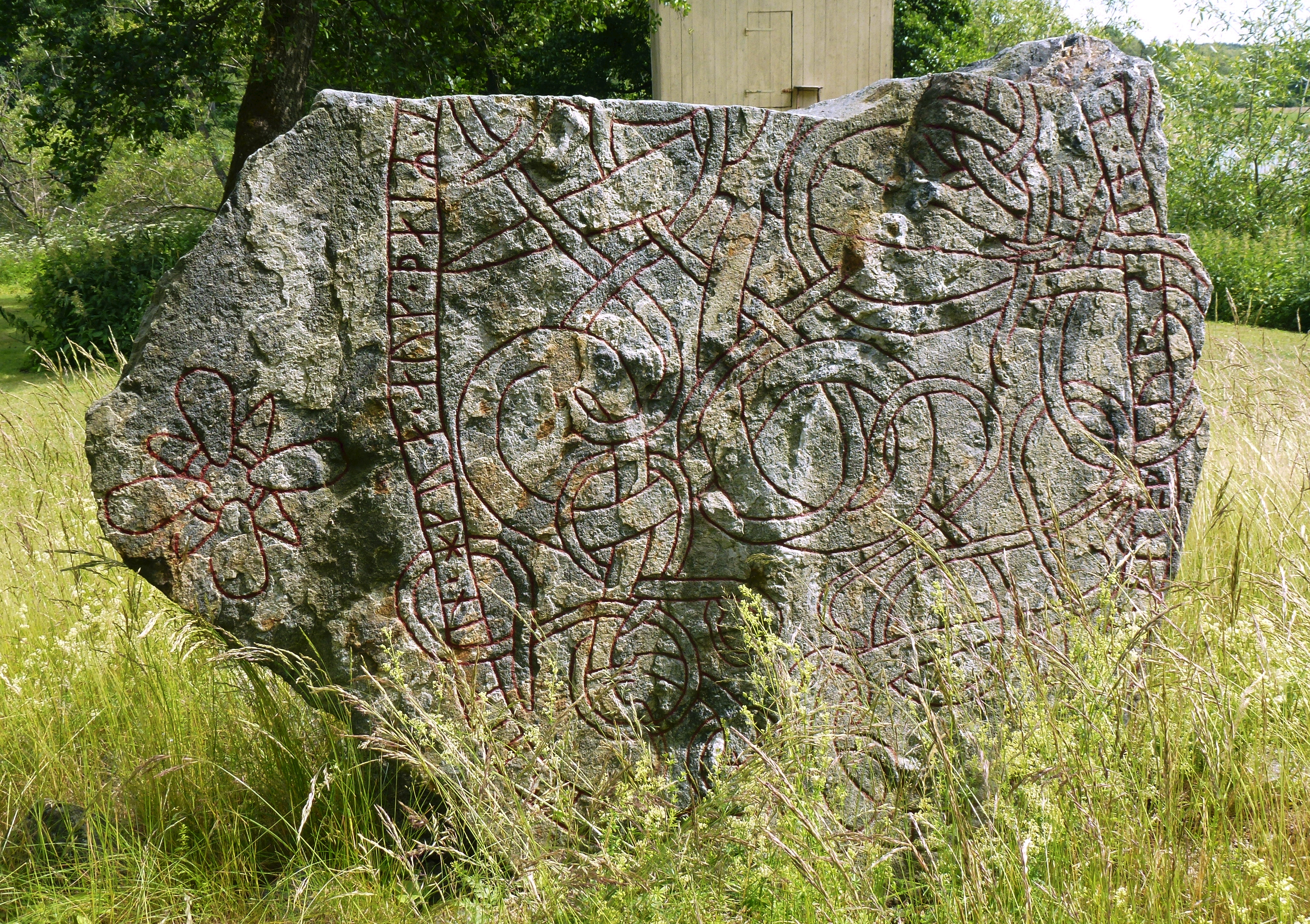
Runstenen U 604
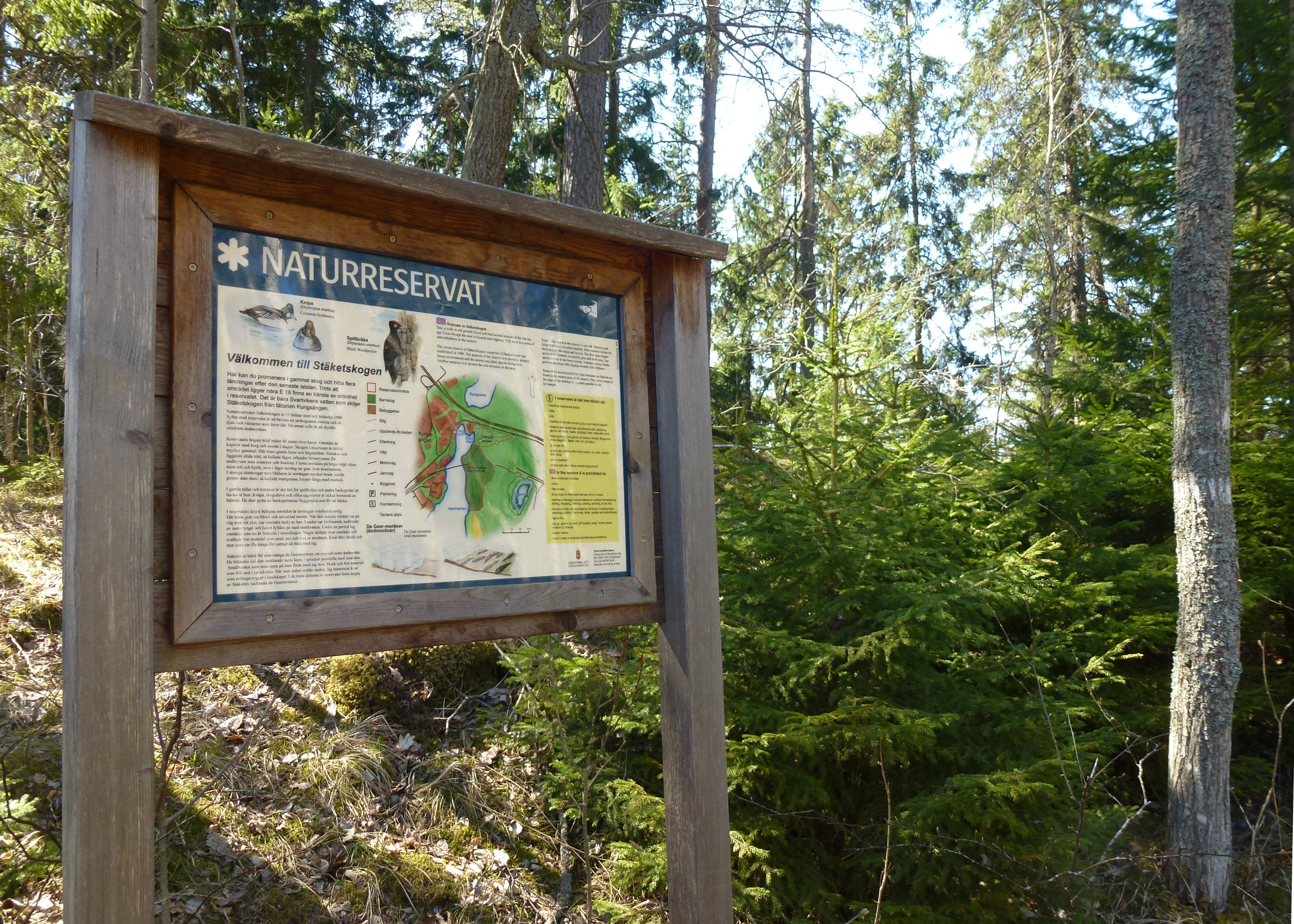
Stäketskogens naturreservat
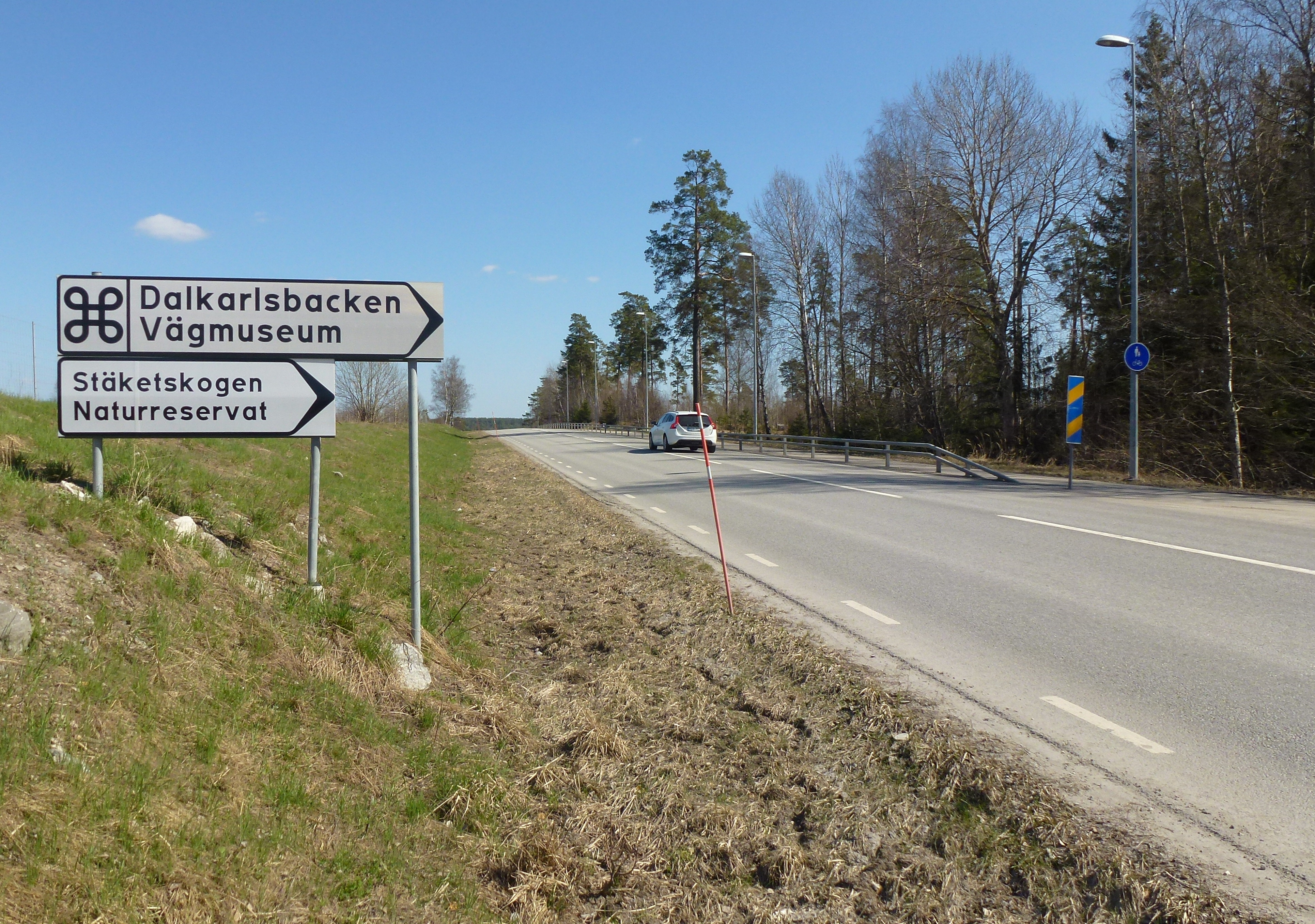
Dalkarlsbacken vägmuseum
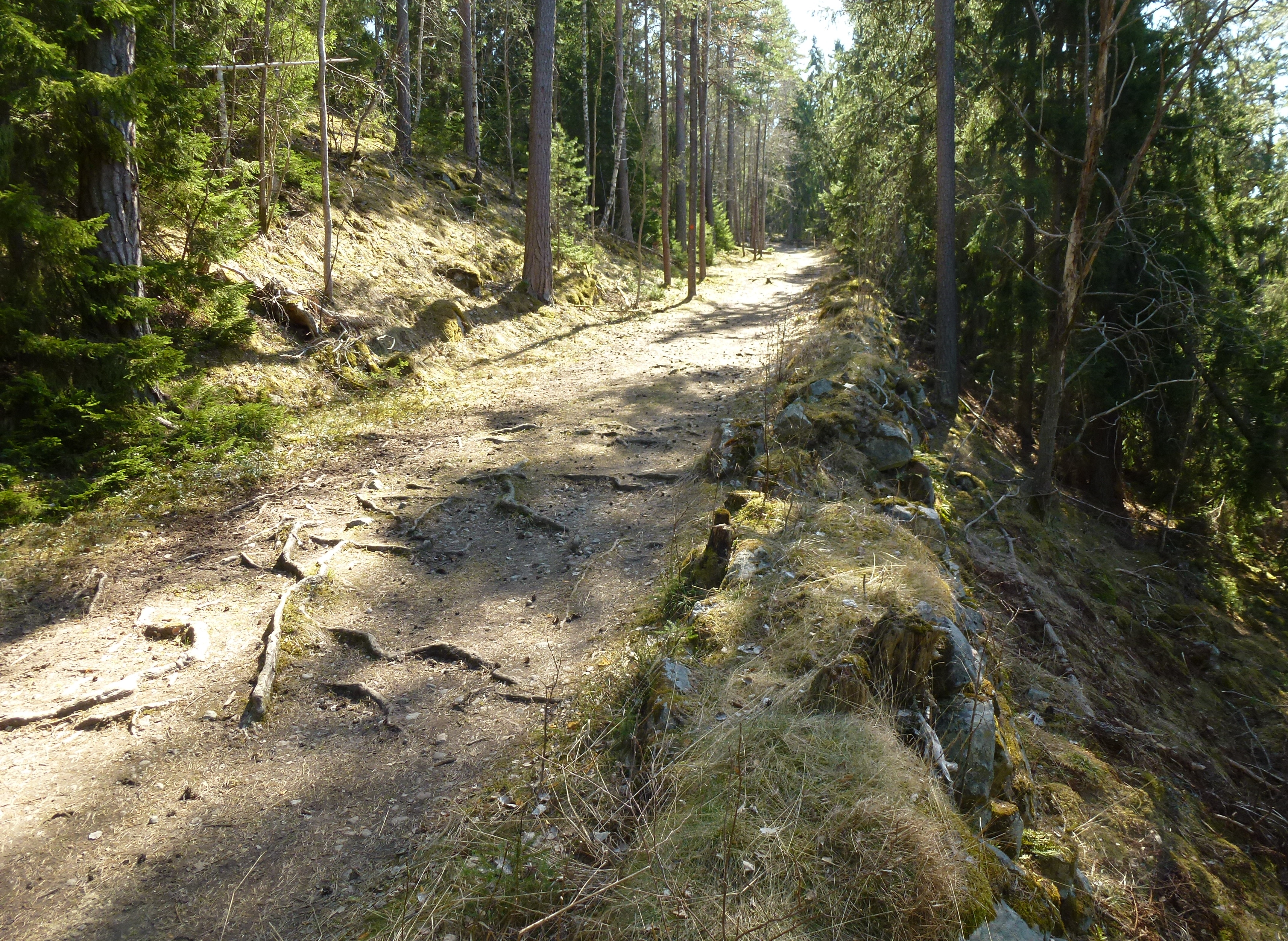
Dalkarlsbacken sedd mot syd
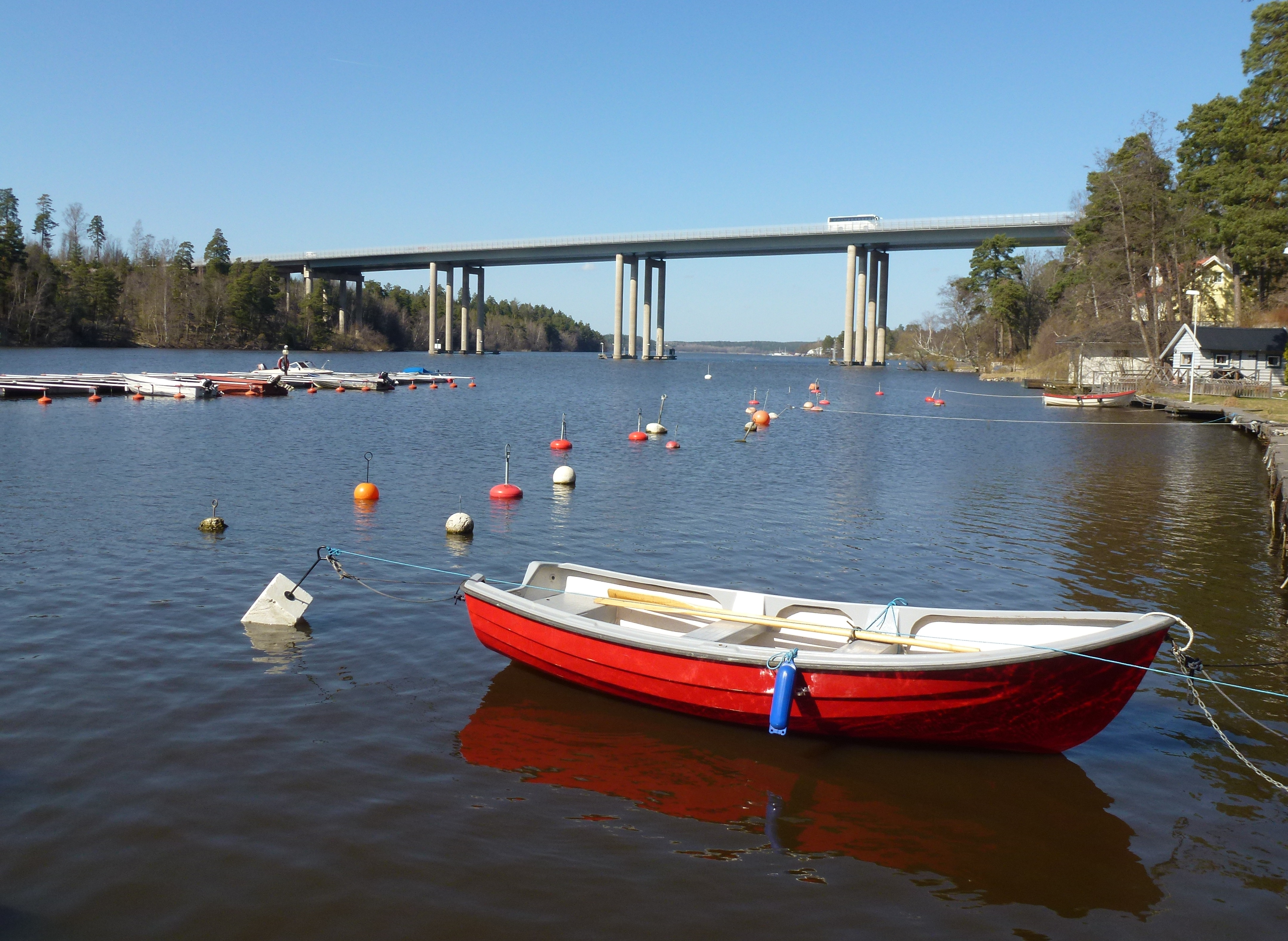
Stäketsundet, vy mot norr